# 海恩斯维尔 (缅因州)
海恩斯维尔（英語：Haynesville）是一个美國小镇，位於缅因州阿鲁斯托克县。根據2010年的人口普查，當地人口為121人。

## 地理
根据美国人口普查局，该镇的总面积為41.90平方英里（108.52平方），其中41.38平方英里（107.17平方）為陸地和 0.52平方英里（1.35平方）為水域。

### 2010年人口普查
根據2010年的人口普查，當地人口為121人，有56戶家庭，其中有38户家庭居住在镇裏。